# Lugal-irra et Meslamta-ea
Lugal-irra (anciennement lu Lugalgirra) et Meslamta-ea sont deux divinités mineures de la Mésopotamie antique. Il s'agit de jumeaux, qui sont des divinités infernales, peut-être à l'origine des gardiens des portes des Enfers. Au Ier millénaire av. J.-C., ils sont tous les deux identifiés au grand dieu des Enfers, Nergal/Erra. Leur lieu de culte principal était situé dans la ville de Kisiga, en Babylonie du Nord.
En Assyrie, ils sont souvent représentés sur de petites terres cuites, côte-à-côté et brandissant une hache, ces effigies étant placées sous des portes pour lesquelles elles assuraient une forme de protection magique. Une porte intérieure de Babylone était aussi nommée d'après Lugal-irra (Bab-Lugal-irra), et avait donné son nom au quartier où elle se trouvait.
Dans l'astronomie/astrologie mésopotamienne et son zodiaque, ces deux divinités sont les « Grands Jumeaux », c'est-à-dire la constellation et le signe des Gémeaux.